# Blaenau Gwent
Blaenau Gwent (wymowa angielska: [ˌblaɪnaɪ ˈɡwɛnt]; wymowa walijska: [ˈbləɨ.naɨ ˈɡwɛnt])  – hrabstwo miejskie w południowej Walii. Od wschodu graniczy z Monmouthshire i Torfaen, Caerphilly od zachodu oraz Powys od północy.

## Miejscowości
Na terenie hrabstwa znajdują się następujące miejscowości (w nawiasach liczba ludności w 2011):

- Ebbw Vale (18 095)
- Tredegar (14 855)
- Abertillery (10 946)
- Brynmawr (5530)
- Blaina (4808)
- Nantyglo (4635)
- Llanhilleth (2990)
- Cwm (2739)
- Waun-Lwyd (1556)